# Nonnus luctuosus
Nonnus luctuosus là một loài tò vò trong họ Ichneumonidae.